# Ничья (шахматы)
Ничья в шахматах — результат партии, в которой никто из игроков не смог одержать победу. Обычно (за исключением Армагеддона) за ничью каждый игрок получает по пол-очка.

## Правила
Ничья фиксируется в следующих случаях:
- Пат. Одна из сторон, получив право хода, не имеет возможности его сделать, при этом король не находится под шахом (все фигуры игрока заблокированы либо сняты с доски, а король не в состоянии пойти куда-либо, так как все доступные ему поля контролируются фигурами противника или заняты собственными фигурами)  (ст. 5.2.1. правил ФИДЕ).
- Невозможность поставить мат. В данной позиции не существует последовательности легальных ходов, которой один из соперников может поставить мат (ст. 5.2.2. правил ФИДЕ).
- Недостаточность материала. Частный случай предыдущего пункта. Невозможно поставить мат, если на доске остались только короли, либо, кроме двух королей, один конь или произвольное количество однопольных слонов (их может оказаться больше одного в результате превращения пешек).
- Троекратное повторение одной и той же позиции (не обязательно повторением трёх ходов подряд). Ничья фиксируется по заявлению игрока, за которым очередь хода (если позиция повторится в третий раз только после хода одного из игроков, то он может записать этот ход на бланке и потребовать ничью, заявив арбитру о своём намерении сделать его: после же передачи хода сопернику игрок потеряет право требовать ничью). Кроме одинакового расположения всех фигур, должны быть соблюдены ещё два условия: очередь хода во всех трёх случаях должна принадлежать одной и той же стороне и во всех случаях должны быть абсолютно одинаковые возможные ходы, в том числе право на рокировку и взятие на проходе для каждой стороны (ст. 9.2.1. правил ФИДЕ) С 2014 года введена новая статья правил: ничья фиксируется автоматически, если одинаковая позиция появилась по крайней мере 5 раз, при этом на доске не должен быть мат. В этом случае арбитр может остановить партию без заявлений со стороны игроков (ст. 9.6.1. правил ФИДЕ).

При этом учитывается лишь факт занятия фигурой данного наименования конкретного поля доски, так, например, если два белых коня поменялись местами — всё равно считается, что позиция повторилась.
Для фиксации ничьей игрок, заметивший троекратное повторение позиции и желающий остановить игру на ничейном результате, может обратиться к судье.
Примеры, когда, несмотря на троекратное повторение, ничья не фиксируется:
I. 1. e4 e5 (позиция создалась 1-й раз) 2. Фf3 Фе7 3. Фе2 Фd8 4. Фd1 (2-й раз) Фf6 5. Фе2 Фе7 6. Фd1 Фd8 (3-й раз)
Здесь ничья не фиксируется из-за разной очерёдности хода: в 1-м и 3-м случаях позиция создавалась при ходе белых, а во 2-м — при ходе чёрных
II. 1. e4 e5 2. Кf3 Кс6 3. Сс4 Се7 (1-й раз) 4. Кре2 Кf6 5. Кре1 Кg8 (2-й раз) 6. Кре2 Кf6 7. Кре1 Кg8 (3-й раз)
Здесь ничья не фиксируется из-за неодинаковых возможностей игры: в 1-м случае белые имели право на рокировку, а во 2-м и 3-м уже нет.
- Обе стороны сделали 50 последних ходов без взятия и без хода пешкой. Как и в предыдущем случае, ничья фиксируется по требованию игрока, за которым сейчас очередь хода (с тем же условием, что ход можно заранее записать на бланке). Раньше в шахматном кодексе оговаривалось, что в позиции, где выигрыш достижим, но для него не хватает 50 ходов и это можно доказать, количество необходимых для ничьей ходов можно увеличить до 100. Данным пунктом, правда, никто ни разу не воспользовался, и впоследствии его отменили. Было сделано исключение лишь для трёх типов окончаний: ладья и слон против ладьи, два коня против пешки и ладья с пешкой против слона с пешкой. В 1970—1980-х годах компьютерный анализ показал, что для многих других типов эндшпиля 50 ходов также не хватает, и кодекс был дополнен. Однако впоследствии все исключения отменили, и сейчас правило 50 ходов действует в любых позициях[1]. С 2014 года введена новая статья правил: ничья фиксируется автоматически если Обе стороны сделали 75 последних ходов без взятия и без хода пешкой. В этом случае арбитр может остановить партию без заявлений со стороны игроков (ст. 9.6.2. правил ФИДЕ).
- Игроки согласились на ничью (ничья по «обоюдному» согласию), то есть один из игроков предложил ничью, а другой её принял. Для предложения ничьей достаточно сказать «ничья». Предлагать ничью нужно сразу после выполнения своего хода (уже отпустив фигуру, но ещё не нажав на часы). Предложение ничьей в любое другое время также остаётся в силе, но может быть расценено как необоснованное отвлечение соперника и повлечь предупреждение или наказание от арбитра. Если противник делает ход, не ответив на предложение ничьей, оно считается отвергнутым (ст. 9.1.2. правил ФИДЕ). С недавних пор на некоторых турнирах применяются так называемые «Софийские правила», ограничивающие возможность соглашения игроков на ничью.
- Один из игроков просрочил время или сделал второй невозможный ход, но не существует легальной последовательности ходов, которыми его противник (у которого осталось время) может объявить мат (ст. 6.9. правил ФИДЕ)
- (статья 10: «Быстрая игра до конца партии» была исключена из основных правил ФИДЕ и с 1 июля 2014 года перенесена в раздел рекомендаций, то есть это правило может быть применено только в том случае, если о нём было объявлено заранее) На часах игрока при его ходе остаётся меньше двух минут, но его соперник не пытается или не может выиграть и играет «на время». Если у игрока осталось менее 2 минут времени до конца последнего периода партии (или партия изначально игралась без добавления времени), а соперник явно тянет время, игрок может остановить часы и обратиться к судье с требованием объявления ничьей. Судья вправе, по собственному усмотрению, либо объявить ничью немедленно, либо отложить решение (в этом случае он должен лично наблюдать за игрой до конца партии и вынести решение до или после падения флажка), либо отклонить требование (в этом случае сопернику добавляется 2 минуты времени) (правила ФИДЕ, рекомендация III.5). Также ничья объявляется в случае, если в последнем периоде партии флажки упали у обоих игроков и нет возможности установить, у кого первого (правила ФИДЕ, рекомендация III.3.1.2.).

Вечный шах также приводит к ничьей, но сам по себе не оговорен правилами. Он приводит либо к троекратному повторению, либо к правилу 50-ти ходов, либо, чаще всего, к согласию противников на ничью.

## Примеры
|   | a                                                                                     | b                                                                                     | c                                                                                     | d                                                                                     | e                                                                                     | f                                                                                     | g                                                                                     | h                                                                                     |   |
| - | ------------------------------------------------------------------------------------- | ------------------------------------------------------------------------------------- | ------------------------------------------------------------------------------------- | ------------------------------------------------------------------------------------- | ------------------------------------------------------------------------------------- | ------------------------------------------------------------------------------------- | ------------------------------------------------------------------------------------- | ------------------------------------------------------------------------------------- | - |
| 8 | f7 белый король · g7 белый слон · h7 чёрный король · a4 чёрная пешка · a3 белая пешка | f7 белый король · g7 белый слон · h7 чёрный король · a4 чёрная пешка · a3 белая пешка | f7 белый король · g7 белый слон · h7 чёрный король · a4 чёрная пешка · a3 белая пешка | f7 белый король · g7 белый слон · h7 чёрный король · a4 чёрная пешка · a3 белая пешка | f7 белый король · g7 белый слон · h7 чёрный король · a4 чёрная пешка · a3 белая пешка | f7 белый король · g7 белый слон · h7 чёрный король · a4 чёрная пешка · a3 белая пешка | f7 белый король · g7 белый слон · h7 чёрный король · a4 чёрная пешка · a3 белая пешка | f7 белый король · g7 белый слон · h7 чёрный король · a4 чёрная пешка · a3 белая пешка | 8 |
| 7 | f7 белый король · g7 белый слон · h7 чёрный король · a4 чёрная пешка · a3 белая пешка | f7 белый король · g7 белый слон · h7 чёрный король · a4 чёрная пешка · a3 белая пешка | f7 белый король · g7 белый слон · h7 чёрный король · a4 чёрная пешка · a3 белая пешка | f7 белый король · g7 белый слон · h7 чёрный король · a4 чёрная пешка · a3 белая пешка | f7 белый король · g7 белый слон · h7 чёрный король · a4 чёрная пешка · a3 белая пешка | f7 белый король · g7 белый слон · h7 чёрный король · a4 чёрная пешка · a3 белая пешка | f7 белый король · g7 белый слон · h7 чёрный король · a4 чёрная пешка · a3 белая пешка | f7 белый король · g7 белый слон · h7 чёрный король · a4 чёрная пешка · a3 белая пешка | 7 |
| 6 | f7 белый король · g7 белый слон · h7 чёрный король · a4 чёрная пешка · a3 белая пешка | f7 белый король · g7 белый слон · h7 чёрный король · a4 чёрная пешка · a3 белая пешка | f7 белый король · g7 белый слон · h7 чёрный король · a4 чёрная пешка · a3 белая пешка | f7 белый король · g7 белый слон · h7 чёрный король · a4 чёрная пешка · a3 белая пешка | f7 белый король · g7 белый слон · h7 чёрный король · a4 чёрная пешка · a3 белая пешка | f7 белый король · g7 белый слон · h7 чёрный король · a4 чёрная пешка · a3 белая пешка | f7 белый король · g7 белый слон · h7 чёрный король · a4 чёрная пешка · a3 белая пешка | f7 белый король · g7 белый слон · h7 чёрный король · a4 чёрная пешка · a3 белая пешка | 6 |
| 5 | f7 белый король · g7 белый слон · h7 чёрный король · a4 чёрная пешка · a3 белая пешка | f7 белый король · g7 белый слон · h7 чёрный король · a4 чёрная пешка · a3 белая пешка | f7 белый король · g7 белый слон · h7 чёрный король · a4 чёрная пешка · a3 белая пешка | f7 белый король · g7 белый слон · h7 чёрный король · a4 чёрная пешка · a3 белая пешка | f7 белый король · g7 белый слон · h7 чёрный король · a4 чёрная пешка · a3 белая пешка | f7 белый король · g7 белый слон · h7 чёрный король · a4 чёрная пешка · a3 белая пешка | f7 белый король · g7 белый слон · h7 чёрный король · a4 чёрная пешка · a3 белая пешка | f7 белый король · g7 белый слон · h7 чёрный король · a4 чёрная пешка · a3 белая пешка | 5 |
| 4 | f7 белый король · g7 белый слон · h7 чёрный король · a4 чёрная пешка · a3 белая пешка | f7 белый король · g7 белый слон · h7 чёрный король · a4 чёрная пешка · a3 белая пешка | f7 белый король · g7 белый слон · h7 чёрный король · a4 чёрная пешка · a3 белая пешка | f7 белый король · g7 белый слон · h7 чёрный король · a4 чёрная пешка · a3 белая пешка | f7 белый король · g7 белый слон · h7 чёрный король · a4 чёрная пешка · a3 белая пешка | f7 белый король · g7 белый слон · h7 чёрный король · a4 чёрная пешка · a3 белая пешка | f7 белый король · g7 белый слон · h7 чёрный король · a4 чёрная пешка · a3 белая пешка | f7 белый король · g7 белый слон · h7 чёрный король · a4 чёрная пешка · a3 белая пешка | 4 |
| 3 | f7 белый король · g7 белый слон · h7 чёрный король · a4 чёрная пешка · a3 белая пешка | f7 белый король · g7 белый слон · h7 чёрный король · a4 чёрная пешка · a3 белая пешка | f7 белый король · g7 белый слон · h7 чёрный король · a4 чёрная пешка · a3 белая пешка | f7 белый король · g7 белый слон · h7 чёрный король · a4 чёрная пешка · a3 белая пешка | f7 белый король · g7 белый слон · h7 чёрный король · a4 чёрная пешка · a3 белая пешка | f7 белый король · g7 белый слон · h7 чёрный король · a4 чёрная пешка · a3 белая пешка | f7 белый король · g7 белый слон · h7 чёрный король · a4 чёрная пешка · a3 белая пешка | f7 белый король · g7 белый слон · h7 чёрный король · a4 чёрная пешка · a3 белая пешка | 3 |
| 2 | f7 белый король · g7 белый слон · h7 чёрный король · a4 чёрная пешка · a3 белая пешка | f7 белый король · g7 белый слон · h7 чёрный король · a4 чёрная пешка · a3 белая пешка | f7 белый король · g7 белый слон · h7 чёрный король · a4 чёрная пешка · a3 белая пешка | f7 белый король · g7 белый слон · h7 чёрный король · a4 чёрная пешка · a3 белая пешка | f7 белый король · g7 белый слон · h7 чёрный король · a4 чёрная пешка · a3 белая пешка | f7 белый король · g7 белый слон · h7 чёрный король · a4 чёрная пешка · a3 белая пешка | f7 белый король · g7 белый слон · h7 чёрный король · a4 чёрная пешка · a3 белая пешка | f7 белый король · g7 белый слон · h7 чёрный король · a4 чёрная пешка · a3 белая пешка | 2 |
| 1 | f7 белый король · g7 белый слон · h7 чёрный король · a4 чёрная пешка · a3 белая пешка | f7 белый король · g7 белый слон · h7 чёрный король · a4 чёрная пешка · a3 белая пешка | f7 белый король · g7 белый слон · h7 чёрный король · a4 чёрная пешка · a3 белая пешка | f7 белый король · g7 белый слон · h7 чёрный король · a4 чёрная пешка · a3 белая пешка | f7 белый король · g7 белый слон · h7 чёрный король · a4 чёрная пешка · a3 белая пешка | f7 белый король · g7 белый слон · h7 чёрный король · a4 чёрная пешка · a3 белая пешка | f7 белый король · g7 белый слон · h7 чёрный король · a4 чёрная пешка · a3 белая пешка | f7 белый король · g7 белый слон · h7 чёрный король · a4 чёрная пешка · a3 белая пешка | 1 |
|   | a                                                                                     | b                                                                                     | c                                                                                     | d                                                                                     | e                                                                                     | f                                                                                     | g                                                                                     | h                                                                                     |   |

|   | a | b | c | d | e | f | g | h |   |
| - | --- | --- | --- | --- | --- | --- | --- | --- | - |
| 8 | a7 чёрная пешка · b7 чёрная пешка · f7 чёрная пешка · h7 чёрный король · c6 чёрная пешка · f6 чёрный ферзь · h6 чёрная пешка · d5 чёрная ладья · f5 белая пешка · f4 белая ладья · h3 белая пешка · a2 белая пешка · c2 белая пешка · e2 белый ферзь · f2 белая пешка · h1 белый король | a7 чёрная пешка · b7 чёрная пешка · f7 чёрная пешка · h7 чёрный король · c6 чёрная пешка · f6 чёрный ферзь · h6 чёрная пешка · d5 чёрная ладья · f5 белая пешка · f4 белая ладья · h3 белая пешка · a2 белая пешка · c2 белая пешка · e2 белый ферзь · f2 белая пешка · h1 белый король | a7 чёрная пешка · b7 чёрная пешка · f7 чёрная пешка · h7 чёрный король · c6 чёрная пешка · f6 чёрный ферзь · h6 чёрная пешка · d5 чёрная ладья · f5 белая пешка · f4 белая ладья · h3 белая пешка · a2 белая пешка · c2 белая пешка · e2 белый ферзь · f2 белая пешка · h1 белый король | a7 чёрная пешка · b7 чёрная пешка · f7 чёрная пешка · h7 чёрный король · c6 чёрная пешка · f6 чёрный ферзь · h6 чёрная пешка · d5 чёрная ладья · f5 белая пешка · f4 белая ладья · h3 белая пешка · a2 белая пешка · c2 белая пешка · e2 белый ферзь · f2 белая пешка · h1 белый король | a7 чёрная пешка · b7 чёрная пешка · f7 чёрная пешка · h7 чёрный король · c6 чёрная пешка · f6 чёрный ферзь · h6 чёрная пешка · d5 чёрная ладья · f5 белая пешка · f4 белая ладья · h3 белая пешка · a2 белая пешка · c2 белая пешка · e2 белый ферзь · f2 белая пешка · h1 белый король | a7 чёрная пешка · b7 чёрная пешка · f7 чёрная пешка · h7 чёрный король · c6 чёрная пешка · f6 чёрный ферзь · h6 чёрная пешка · d5 чёрная ладья · f5 белая пешка · f4 белая ладья · h3 белая пешка · a2 белая пешка · c2 белая пешка · e2 белый ферзь · f2 белая пешка · h1 белый король | a7 чёрная пешка · b7 чёрная пешка · f7 чёрная пешка · h7 чёрный король · c6 чёрная пешка · f6 чёрный ферзь · h6 чёрная пешка · d5 чёрная ладья · f5 белая пешка · f4 белая ладья · h3 белая пешка · a2 белая пешка · c2 белая пешка · e2 белый ферзь · f2 белая пешка · h1 белый король | a7 чёрная пешка · b7 чёрная пешка · f7 чёрная пешка · h7 чёрный король · c6 чёрная пешка · f6 чёрный ферзь · h6 чёрная пешка · d5 чёрная ладья · f5 белая пешка · f4 белая ладья · h3 белая пешка · a2 белая пешка · c2 белая пешка · e2 белый ферзь · f2 белая пешка · h1 белый король | 8 |
| 7 | a7 чёрная пешка · b7 чёрная пешка · f7 чёрная пешка · h7 чёрный король · c6 чёрная пешка · f6 чёрный ферзь · h6 чёрная пешка · d5 чёрная ладья · f5 белая пешка · f4 белая ладья · h3 белая пешка · a2 белая пешка · c2 белая пешка · e2 белый ферзь · f2 белая пешка · h1 белый король | a7 чёрная пешка · b7 чёрная пешка · f7 чёрная пешка · h7 чёрный король · c6 чёрная пешка · f6 чёрный ферзь · h6 чёрная пешка · d5 чёрная ладья · f5 белая пешка · f4 белая ладья · h3 белая пешка · a2 белая пешка · c2 белая пешка · e2 белый ферзь · f2 белая пешка · h1 белый король | a7 чёрная пешка · b7 чёрная пешка · f7 чёрная пешка · h7 чёрный король · c6 чёрная пешка · f6 чёрный ферзь · h6 чёрная пешка · d5 чёрная ладья · f5 белая пешка · f4 белая ладья · h3 белая пешка · a2 белая пешка · c2 белая пешка · e2 белый ферзь · f2 белая пешка · h1 белый король | a7 чёрная пешка · b7 чёрная пешка · f7 чёрная пешка · h7 чёрный король · c6 чёрная пешка · f6 чёрный ферзь · h6 чёрная пешка · d5 чёрная ладья · f5 белая пешка · f4 белая ладья · h3 белая пешка · a2 белая пешка · c2 белая пешка · e2 белый ферзь · f2 белая пешка · h1 белый король | a7 чёрная пешка · b7 чёрная пешка · f7 чёрная пешка · h7 чёрный король · c6 чёрная пешка · f6 чёрный ферзь · h6 чёрная пешка · d5 чёрная ладья · f5 белая пешка · f4 белая ладья · h3 белая пешка · a2 белая пешка · c2 белая пешка · e2 белый ферзь · f2 белая пешка · h1 белый король | a7 чёрная пешка · b7 чёрная пешка · f7 чёрная пешка · h7 чёрный король · c6 чёрная пешка · f6 чёрный ферзь · h6 чёрная пешка · d5 чёрная ладья · f5 белая пешка · f4 белая ладья · h3 белая пешка · a2 белая пешка · c2 белая пешка · e2 белый ферзь · f2 белая пешка · h1 белый король | a7 чёрная пешка · b7 чёрная пешка · f7 чёрная пешка · h7 чёрный король · c6 чёрная пешка · f6 чёрный ферзь · h6 чёрная пешка · d5 чёрная ладья · f5 белая пешка · f4 белая ладья · h3 белая пешка · a2 белая пешка · c2 белая пешка · e2 белый ферзь · f2 белая пешка · h1 белый король | a7 чёрная пешка · b7 чёрная пешка · f7 чёрная пешка · h7 чёрный король · c6 чёрная пешка · f6 чёрный ферзь · h6 чёрная пешка · d5 чёрная ладья · f5 белая пешка · f4 белая ладья · h3 белая пешка · a2 белая пешка · c2 белая пешка · e2 белый ферзь · f2 белая пешка · h1 белый король | 7 |
| 6 | a7 чёрная пешка · b7 чёрная пешка · f7 чёрная пешка · h7 чёрный король · c6 чёрная пешка · f6 чёрный ферзь · h6 чёрная пешка · d5 чёрная ладья · f5 белая пешка · f4 белая ладья · h3 белая пешка · a2 белая пешка · c2 белая пешка · e2 белый ферзь · f2 белая пешка · h1 белый король | a7 чёрная пешка · b7 чёрная пешка · f7 чёрная пешка · h7 чёрный король · c6 чёрная пешка · f6 чёрный ферзь · h6 чёрная пешка · d5 чёрная ладья · f5 белая пешка · f4 белая ладья · h3 белая пешка · a2 белая пешка · c2 белая пешка · e2 белый ферзь · f2 белая пешка · h1 белый король | a7 чёрная пешка · b7 чёрная пешка · f7 чёрная пешка · h7 чёрный король · c6 чёрная пешка · f6 чёрный ферзь · h6 чёрная пешка · d5 чёрная ладья · f5 белая пешка · f4 белая ладья · h3 белая пешка · a2 белая пешка · c2 белая пешка · e2 белый ферзь · f2 белая пешка · h1 белый король | a7 чёрная пешка · b7 чёрная пешка · f7 чёрная пешка · h7 чёрный король · c6 чёрная пешка · f6 чёрный ферзь · h6 чёрная пешка · d5 чёрная ладья · f5 белая пешка · f4 белая ладья · h3 белая пешка · a2 белая пешка · c2 белая пешка · e2 белый ферзь · f2 белая пешка · h1 белый король | a7 чёрная пешка · b7 чёрная пешка · f7 чёрная пешка · h7 чёрный король · c6 чёрная пешка · f6 чёрный ферзь · h6 чёрная пешка · d5 чёрная ладья · f5 белая пешка · f4 белая ладья · h3 белая пешка · a2 белая пешка · c2 белая пешка · e2 белый ферзь · f2 белая пешка · h1 белый король | a7 чёрная пешка · b7 чёрная пешка · f7 чёрная пешка · h7 чёрный король · c6 чёрная пешка · f6 чёрный ферзь · h6 чёрная пешка · d5 чёрная ладья · f5 белая пешка · f4 белая ладья · h3 белая пешка · a2 белая пешка · c2 белая пешка · e2 белый ферзь · f2 белая пешка · h1 белый король | a7 чёрная пешка · b7 чёрная пешка · f7 чёрная пешка · h7 чёрный король · c6 чёрная пешка · f6 чёрный ферзь · h6 чёрная пешка · d5 чёрная ладья · f5 белая пешка · f4 белая ладья · h3 белая пешка · a2 белая пешка · c2 белая пешка · e2 белый ферзь · f2 белая пешка · h1 белый король | a7 чёрная пешка · b7 чёрная пешка · f7 чёрная пешка · h7 чёрный король · c6 чёрная пешка · f6 чёрный ферзь · h6 чёрная пешка · d5 чёрная ладья · f5 белая пешка · f4 белая ладья · h3 белая пешка · a2 белая пешка · c2 белая пешка · e2 белый ферзь · f2 белая пешка · h1 белый король | 6 |
| 5 | a7 чёрная пешка · b7 чёрная пешка · f7 чёрная пешка · h7 чёрный король · c6 чёрная пешка · f6 чёрный ферзь · h6 чёрная пешка · d5 чёрная ладья · f5 белая пешка · f4 белая ладья · h3 белая пешка · a2 белая пешка · c2 белая пешка · e2 белый ферзь · f2 белая пешка · h1 белый король | a7 чёрная пешка · b7 чёрная пешка · f7 чёрная пешка · h7 чёрный король · c6 чёрная пешка · f6 чёрный ферзь · h6 чёрная пешка · d5 чёрная ладья · f5 белая пешка · f4 белая ладья · h3 белая пешка · a2 белая пешка · c2 белая пешка · e2 белый ферзь · f2 белая пешка · h1 белый король | a7 чёрная пешка · b7 чёрная пешка · f7 чёрная пешка · h7 чёрный король · c6 чёрная пешка · f6 чёрный ферзь · h6 чёрная пешка · d5 чёрная ладья · f5 белая пешка · f4 белая ладья · h3 белая пешка · a2 белая пешка · c2 белая пешка · e2 белый ферзь · f2 белая пешка · h1 белый король | a7 чёрная пешка · b7 чёрная пешка · f7 чёрная пешка · h7 чёрный король · c6 чёрная пешка · f6 чёрный ферзь · h6 чёрная пешка · d5 чёрная ладья · f5 белая пешка · f4 белая ладья · h3 белая пешка · a2 белая пешка · c2 белая пешка · e2 белый ферзь · f2 белая пешка · h1 белый король | a7 чёрная пешка · b7 чёрная пешка · f7 чёрная пешка · h7 чёрный король · c6 чёрная пешка · f6 чёрный ферзь · h6 чёрная пешка · d5 чёрная ладья · f5 белая пешка · f4 белая ладья · h3 белая пешка · a2 белая пешка · c2 белая пешка · e2 белый ферзь · f2 белая пешка · h1 белый король | a7 чёрная пешка · b7 чёрная пешка · f7 чёрная пешка · h7 чёрный король · c6 чёрная пешка · f6 чёрный ферзь · h6 чёрная пешка · d5 чёрная ладья · f5 белая пешка · f4 белая ладья · h3 белая пешка · a2 белая пешка · c2 белая пешка · e2 белый ферзь · f2 белая пешка · h1 белый король | a7 чёрная пешка · b7 чёрная пешка · f7 чёрная пешка · h7 чёрный король · c6 чёрная пешка · f6 чёрный ферзь · h6 чёрная пешка · d5 чёрная ладья · f5 белая пешка · f4 белая ладья · h3 белая пешка · a2 белая пешка · c2 белая пешка · e2 белый ферзь · f2 белая пешка · h1 белый король | a7 чёрная пешка · b7 чёрная пешка · f7 чёрная пешка · h7 чёрный король · c6 чёрная пешка · f6 чёрный ферзь · h6 чёрная пешка · d5 чёрная ладья · f5 белая пешка · f4 белая ладья · h3 белая пешка · a2 белая пешка · c2 белая пешка · e2 белый ферзь · f2 белая пешка · h1 белый король | 5 |
| 4 | a7 чёрная пешка · b7 чёрная пешка · f7 чёрная пешка · h7 чёрный король · c6 чёрная пешка · f6 чёрный ферзь · h6 чёрная пешка · d5 чёрная ладья · f5 белая пешка · f4 белая ладья · h3 белая пешка · a2 белая пешка · c2 белая пешка · e2 белый ферзь · f2 белая пешка · h1 белый король | a7 чёрная пешка · b7 чёрная пешка · f7 чёрная пешка · h7 чёрный король · c6 чёрная пешка · f6 чёрный ферзь · h6 чёрная пешка · d5 чёрная ладья · f5 белая пешка · f4 белая ладья · h3 белая пешка · a2 белая пешка · c2 белая пешка · e2 белый ферзь · f2 белая пешка · h1 белый король | a7 чёрная пешка · b7 чёрная пешка · f7 чёрная пешка · h7 чёрный король · c6 чёрная пешка · f6 чёрный ферзь · h6 чёрная пешка · d5 чёрная ладья · f5 белая пешка · f4 белая ладья · h3 белая пешка · a2 белая пешка · c2 белая пешка · e2 белый ферзь · f2 белая пешка · h1 белый король | a7 чёрная пешка · b7 чёрная пешка · f7 чёрная пешка · h7 чёрный король · c6 чёрная пешка · f6 чёрный ферзь · h6 чёрная пешка · d5 чёрная ладья · f5 белая пешка · f4 белая ладья · h3 белая пешка · a2 белая пешка · c2 белая пешка · e2 белый ферзь · f2 белая пешка · h1 белый король | a7 чёрная пешка · b7 чёрная пешка · f7 чёрная пешка · h7 чёрный король · c6 чёрная пешка · f6 чёрный ферзь · h6 чёрная пешка · d5 чёрная ладья · f5 белая пешка · f4 белая ладья · h3 белая пешка · a2 белая пешка · c2 белая пешка · e2 белый ферзь · f2 белая пешка · h1 белый король | a7 чёрная пешка · b7 чёрная пешка · f7 чёрная пешка · h7 чёрный король · c6 чёрная пешка · f6 чёрный ферзь · h6 чёрная пешка · d5 чёрная ладья · f5 белая пешка · f4 белая ладья · h3 белая пешка · a2 белая пешка · c2 белая пешка · e2 белый ферзь · f2 белая пешка · h1 белый король | a7 чёрная пешка · b7 чёрная пешка · f7 чёрная пешка · h7 чёрный король · c6 чёрная пешка · f6 чёрный ферзь · h6 чёрная пешка · d5 чёрная ладья · f5 белая пешка · f4 белая ладья · h3 белая пешка · a2 белая пешка · c2 белая пешка · e2 белый ферзь · f2 белая пешка · h1 белый король | a7 чёрная пешка · b7 чёрная пешка · f7 чёрная пешка · h7 чёрный король · c6 чёрная пешка · f6 чёрный ферзь · h6 чёрная пешка · d5 чёрная ладья · f5 белая пешка · f4 белая ладья · h3 белая пешка · a2 белая пешка · c2 белая пешка · e2 белый ферзь · f2 белая пешка · h1 белый король | 4 |
| 3 | a7 чёрная пешка · b7 чёрная пешка · f7 чёрная пешка · h7 чёрный король · c6 чёрная пешка · f6 чёрный ферзь · h6 чёрная пешка · d5 чёрная ладья · f5 белая пешка · f4 белая ладья · h3 белая пешка · a2 белая пешка · c2 белая пешка · e2 белый ферзь · f2 белая пешка · h1 белый король | a7 чёрная пешка · b7 чёрная пешка · f7 чёрная пешка · h7 чёрный король · c6 чёрная пешка · f6 чёрный ферзь · h6 чёрная пешка · d5 чёрная ладья · f5 белая пешка · f4 белая ладья · h3 белая пешка · a2 белая пешка · c2 белая пешка · e2 белый ферзь · f2 белая пешка · h1 белый король | a7 чёрная пешка · b7 чёрная пешка · f7 чёрная пешка · h7 чёрный король · c6 чёрная пешка · f6 чёрный ферзь · h6 чёрная пешка · d5 чёрная ладья · f5 белая пешка · f4 белая ладья · h3 белая пешка · a2 белая пешка · c2 белая пешка · e2 белый ферзь · f2 белая пешка · h1 белый король | a7 чёрная пешка · b7 чёрная пешка · f7 чёрная пешка · h7 чёрный король · c6 чёрная пешка · f6 чёрный ферзь · h6 чёрная пешка · d5 чёрная ладья · f5 белая пешка · f4 белая ладья · h3 белая пешка · a2 белая пешка · c2 белая пешка · e2 белый ферзь · f2 белая пешка · h1 белый король | a7 чёрная пешка · b7 чёрная пешка · f7 чёрная пешка · h7 чёрный король · c6 чёрная пешка · f6 чёрный ферзь · h6 чёрная пешка · d5 чёрная ладья · f5 белая пешка · f4 белая ладья · h3 белая пешка · a2 белая пешка · c2 белая пешка · e2 белый ферзь · f2 белая пешка · h1 белый король | a7 чёрная пешка · b7 чёрная пешка · f7 чёрная пешка · h7 чёрный король · c6 чёрная пешка · f6 чёрный ферзь · h6 чёрная пешка · d5 чёрная ладья · f5 белая пешка · f4 белая ладья · h3 белая пешка · a2 белая пешка · c2 белая пешка · e2 белый ферзь · f2 белая пешка · h1 белый король | a7 чёрная пешка · b7 чёрная пешка · f7 чёрная пешка · h7 чёрный король · c6 чёрная пешка · f6 чёрный ферзь · h6 чёрная пешка · d5 чёрная ладья · f5 белая пешка · f4 белая ладья · h3 белая пешка · a2 белая пешка · c2 белая пешка · e2 белый ферзь · f2 белая пешка · h1 белый король | a7 чёрная пешка · b7 чёрная пешка · f7 чёрная пешка · h7 чёрный король · c6 чёрная пешка · f6 чёрный ферзь · h6 чёрная пешка · d5 чёрная ладья · f5 белая пешка · f4 белая ладья · h3 белая пешка · a2 белая пешка · c2 белая пешка · e2 белый ферзь · f2 белая пешка · h1 белый король | 3 |
| 2 | a7 чёрная пешка · b7 чёрная пешка · f7 чёрная пешка · h7 чёрный король · c6 чёрная пешка · f6 чёрный ферзь · h6 чёрная пешка · d5 чёрная ладья · f5 белая пешка · f4 белая ладья · h3 белая пешка · a2 белая пешка · c2 белая пешка · e2 белый ферзь · f2 белая пешка · h1 белый король | a7 чёрная пешка · b7 чёрная пешка · f7 чёрная пешка · h7 чёрный король · c6 чёрная пешка · f6 чёрный ферзь · h6 чёрная пешка · d5 чёрная ладья · f5 белая пешка · f4 белая ладья · h3 белая пешка · a2 белая пешка · c2 белая пешка · e2 белый ферзь · f2 белая пешка · h1 белый король | a7 чёрная пешка · b7 чёрная пешка · f7 чёрная пешка · h7 чёрный король · c6 чёрная пешка · f6 чёрный ферзь · h6 чёрная пешка · d5 чёрная ладья · f5 белая пешка · f4 белая ладья · h3 белая пешка · a2 белая пешка · c2 белая пешка · e2 белый ферзь · f2 белая пешка · h1 белый король | a7 чёрная пешка · b7 чёрная пешка · f7 чёрная пешка · h7 чёрный король · c6 чёрная пешка · f6 чёрный ферзь · h6 чёрная пешка · d5 чёрная ладья · f5 белая пешка · f4 белая ладья · h3 белая пешка · a2 белая пешка · c2 белая пешка · e2 белый ферзь · f2 белая пешка · h1 белый король | a7 чёрная пешка · b7 чёрная пешка · f7 чёрная пешка · h7 чёрный король · c6 чёрная пешка · f6 чёрный ферзь · h6 чёрная пешка · d5 чёрная ладья · f5 белая пешка · f4 белая ладья · h3 белая пешка · a2 белая пешка · c2 белая пешка · e2 белый ферзь · f2 белая пешка · h1 белый король | a7 чёрная пешка · b7 чёрная пешка · f7 чёрная пешка · h7 чёрный король · c6 чёрная пешка · f6 чёрный ферзь · h6 чёрная пешка · d5 чёрная ладья · f5 белая пешка · f4 белая ладья · h3 белая пешка · a2 белая пешка · c2 белая пешка · e2 белый ферзь · f2 белая пешка · h1 белый король | a7 чёрная пешка · b7 чёрная пешка · f7 чёрная пешка · h7 чёрный король · c6 чёрная пешка · f6 чёрный ферзь · h6 чёрная пешка · d5 чёрная ладья · f5 белая пешка · f4 белая ладья · h3 белая пешка · a2 белая пешка · c2 белая пешка · e2 белый ферзь · f2 белая пешка · h1 белый король | a7 чёрная пешка · b7 чёрная пешка · f7 чёрная пешка · h7 чёрный король · c6 чёрная пешка · f6 чёрный ферзь · h6 чёрная пешка · d5 чёрная ладья · f5 белая пешка · f4 белая ладья · h3 белая пешка · a2 белая пешка · c2 белая пешка · e2 белый ферзь · f2 белая пешка · h1 белый король | 2 |
| 1 | a7 чёрная пешка · b7 чёрная пешка · f7 чёрная пешка · h7 чёрный король · c6 чёрная пешка · f6 чёрный ферзь · h6 чёрная пешка · d5 чёрная ладья · f5 белая пешка · f4 белая ладья · h3 белая пешка · a2 белая пешка · c2 белая пешка · e2 белый ферзь · f2 белая пешка · h1 белый король | a7 чёрная пешка · b7 чёрная пешка · f7 чёрная пешка · h7 чёрный король · c6 чёрная пешка · f6 чёрный ферзь · h6 чёрная пешка · d5 чёрная ладья · f5 белая пешка · f4 белая ладья · h3 белая пешка · a2 белая пешка · c2 белая пешка · e2 белый ферзь · f2 белая пешка · h1 белый король | a7 чёрная пешка · b7 чёрная пешка · f7 чёрная пешка · h7 чёрный король · c6 чёрная пешка · f6 чёрный ферзь · h6 чёрная пешка · d5 чёрная ладья · f5 белая пешка · f4 белая ладья · h3 белая пешка · a2 белая пешка · c2 белая пешка · e2 белый ферзь · f2 белая пешка · h1 белый король | a7 чёрная пешка · b7 чёрная пешка · f7 чёрная пешка · h7 чёрный король · c6 чёрная пешка · f6 чёрный ферзь · h6 чёрная пешка · d5 чёрная ладья · f5 белая пешка · f4 белая ладья · h3 белая пешка · a2 белая пешка · c2 белая пешка · e2 белый ферзь · f2 белая пешка · h1 белый король | a7 чёрная пешка · b7 чёрная пешка · f7 чёрная пешка · h7 чёрный король · c6 чёрная пешка · f6 чёрный ферзь · h6 чёрная пешка · d5 чёрная ладья · f5 белая пешка · f4 белая ладья · h3 белая пешка · a2 белая пешка · c2 белая пешка · e2 белый ферзь · f2 белая пешка · h1 белый король | a7 чёрная пешка · b7 чёрная пешка · f7 чёрная пешка · h7 чёрный король · c6 чёрная пешка · f6 чёрный ферзь · h6 чёрная пешка · d5 чёрная ладья · f5 белая пешка · f4 белая ладья · h3 белая пешка · a2 белая пешка · c2 белая пешка · e2 белый ферзь · f2 белая пешка · h1 белый король | a7 чёрная пешка · b7 чёрная пешка · f7 чёрная пешка · h7 чёрный король · c6 чёрная пешка · f6 чёрный ферзь · h6 чёрная пешка · d5 чёрная ладья · f5 белая пешка · f4 белая ладья · h3 белая пешка · a2 белая пешка · c2 белая пешка · e2 белый ферзь · f2 белая пешка · h1 белый король | a7 чёрная пешка · b7 чёрная пешка · f7 чёрная пешка · h7 чёрный король · c6 чёрная пешка · f6 чёрный ферзь · h6 чёрная пешка · d5 чёрная ладья · f5 белая пешка · f4 белая ладья · h3 белая пешка · a2 белая пешка · c2 белая пешка · e2 белый ферзь · f2 белая пешка · h1 белый король | 1 |
|   | a | b | c | d | e | f | g | h |   |

|   | a                                                                                     | b                                                                                     | c                                                                                     | d                                                                                     | e                                                                                     | f                                                                                     | g                                                                                     | h                                                                                     |   |
| - | ------------------------------------------------------------------------------------- | ------------------------------------------------------------------------------------- | ------------------------------------------------------------------------------------- | ------------------------------------------------------------------------------------- | ------------------------------------------------------------------------------------- | ------------------------------------------------------------------------------------- | ------------------------------------------------------------------------------------- | ------------------------------------------------------------------------------------- | - |
| 8 | h7 чёрный король · b5 чёрная ладья · f5 белый король · g5 белая ладья · f4 белый слон | h7 чёрный король · b5 чёрная ладья · f5 белый король · g5 белая ладья · f4 белый слон | h7 чёрный король · b5 чёрная ладья · f5 белый король · g5 белая ладья · f4 белый слон | h7 чёрный король · b5 чёрная ладья · f5 белый король · g5 белая ладья · f4 белый слон | h7 чёрный король · b5 чёрная ладья · f5 белый король · g5 белая ладья · f4 белый слон | h7 чёрный король · b5 чёрная ладья · f5 белый король · g5 белая ладья · f4 белый слон | h7 чёрный король · b5 чёрная ладья · f5 белый король · g5 белая ладья · f4 белый слон | h7 чёрный король · b5 чёрная ладья · f5 белый король · g5 белая ладья · f4 белый слон | 8 |
| 7 | h7 чёрный король · b5 чёрная ладья · f5 белый король · g5 белая ладья · f4 белый слон | h7 чёрный король · b5 чёрная ладья · f5 белый король · g5 белая ладья · f4 белый слон | h7 чёрный король · b5 чёрная ладья · f5 белый король · g5 белая ладья · f4 белый слон | h7 чёрный король · b5 чёрная ладья · f5 белый король · g5 белая ладья · f4 белый слон | h7 чёрный король · b5 чёрная ладья · f5 белый король · g5 белая ладья · f4 белый слон | h7 чёрный король · b5 чёрная ладья · f5 белый король · g5 белая ладья · f4 белый слон | h7 чёрный король · b5 чёрная ладья · f5 белый король · g5 белая ладья · f4 белый слон | h7 чёрный король · b5 чёрная ладья · f5 белый король · g5 белая ладья · f4 белый слон | 7 |
| 6 | h7 чёрный король · b5 чёрная ладья · f5 белый король · g5 белая ладья · f4 белый слон | h7 чёрный король · b5 чёрная ладья · f5 белый король · g5 белая ладья · f4 белый слон | h7 чёрный король · b5 чёрная ладья · f5 белый король · g5 белая ладья · f4 белый слон | h7 чёрный король · b5 чёрная ладья · f5 белый король · g5 белая ладья · f4 белый слон | h7 чёрный король · b5 чёрная ладья · f5 белый король · g5 белая ладья · f4 белый слон | h7 чёрный король · b5 чёрная ладья · f5 белый король · g5 белая ладья · f4 белый слон | h7 чёрный король · b5 чёрная ладья · f5 белый король · g5 белая ладья · f4 белый слон | h7 чёрный король · b5 чёрная ладья · f5 белый король · g5 белая ладья · f4 белый слон | 6 |
| 5 | h7 чёрный король · b5 чёрная ладья · f5 белый король · g5 белая ладья · f4 белый слон | h7 чёрный король · b5 чёрная ладья · f5 белый король · g5 белая ладья · f4 белый слон | h7 чёрный король · b5 чёрная ладья · f5 белый король · g5 белая ладья · f4 белый слон | h7 чёрный король · b5 чёрная ладья · f5 белый король · g5 белая ладья · f4 белый слон | h7 чёрный король · b5 чёрная ладья · f5 белый король · g5 белая ладья · f4 белый слон | h7 чёрный король · b5 чёрная ладья · f5 белый король · g5 белая ладья · f4 белый слон | h7 чёрный король · b5 чёрная ладья · f5 белый король · g5 белая ладья · f4 белый слон | h7 чёрный король · b5 чёрная ладья · f5 белый король · g5 белая ладья · f4 белый слон | 5 |
| 4 | h7 чёрный король · b5 чёрная ладья · f5 белый король · g5 белая ладья · f4 белый слон | h7 чёрный король · b5 чёрная ладья · f5 белый король · g5 белая ладья · f4 белый слон | h7 чёрный король · b5 чёрная ладья · f5 белый король · g5 белая ладья · f4 белый слон | h7 чёрный король · b5 чёрная ладья · f5 белый король · g5 белая ладья · f4 белый слон | h7 чёрный король · b5 чёрная ладья · f5 белый король · g5 белая ладья · f4 белый слон | h7 чёрный король · b5 чёрная ладья · f5 белый король · g5 белая ладья · f4 белый слон | h7 чёрный король · b5 чёрная ладья · f5 белый король · g5 белая ладья · f4 белый слон | h7 чёрный король · b5 чёрная ладья · f5 белый король · g5 белая ладья · f4 белый слон | 4 |
| 3 | h7 чёрный король · b5 чёрная ладья · f5 белый король · g5 белая ладья · f4 белый слон | h7 чёрный король · b5 чёрная ладья · f5 белый король · g5 белая ладья · f4 белый слон | h7 чёрный король · b5 чёрная ладья · f5 белый король · g5 белая ладья · f4 белый слон | h7 чёрный король · b5 чёрная ладья · f5 белый король · g5 белая ладья · f4 белый слон | h7 чёрный король · b5 чёрная ладья · f5 белый король · g5 белая ладья · f4 белый слон | h7 чёрный король · b5 чёрная ладья · f5 белый король · g5 белая ладья · f4 белый слон | h7 чёрный король · b5 чёрная ладья · f5 белый король · g5 белая ладья · f4 белый слон | h7 чёрный король · b5 чёрная ладья · f5 белый король · g5 белая ладья · f4 белый слон | 3 |
| 2 | h7 чёрный король · b5 чёрная ладья · f5 белый король · g5 белая ладья · f4 белый слон | h7 чёрный король · b5 чёрная ладья · f5 белый король · g5 белая ладья · f4 белый слон | h7 чёрный король · b5 чёрная ладья · f5 белый король · g5 белая ладья · f4 белый слон | h7 чёрный король · b5 чёрная ладья · f5 белый король · g5 белая ладья · f4 белый слон | h7 чёрный король · b5 чёрная ладья · f5 белый король · g5 белая ладья · f4 белый слон | h7 чёрный король · b5 чёрная ладья · f5 белый король · g5 белая ладья · f4 белый слон | h7 чёрный король · b5 чёрная ладья · f5 белый король · g5 белая ладья · f4 белый слон | h7 чёрный король · b5 чёрная ладья · f5 белый король · g5 белая ладья · f4 белый слон | 2 |
| 1 | h7 чёрный король · b5 чёрная ладья · f5 белый король · g5 белая ладья · f4 белый слон | h7 чёрный король · b5 чёрная ладья · f5 белый король · g5 белая ладья · f4 белый слон | h7 чёрный король · b5 чёрная ладья · f5 белый король · g5 белая ладья · f4 белый слон | h7 чёрный король · b5 чёрная ладья · f5 белый король · g5 белая ладья · f4 белый слон | h7 чёрный король · b5 чёрная ладья · f5 белый король · g5 белая ладья · f4 белый слон | h7 чёрный король · b5 чёрная ладья · f5 белый король · g5 белая ладья · f4 белый слон | h7 чёрный король · b5 чёрная ладья · f5 белый король · g5 белая ладья · f4 белый слон | h7 чёрный король · b5 чёрная ладья · f5 белый король · g5 белая ладья · f4 белый слон | 1 |
|   | a                                                                                     | b                                                                                     | c                                                                                     | d                                                                                     | e                                                                                     | f                                                                                     | g                                                                                     | h                                                                                     |   |

|   | a                                                   | b                                                   | c                                                   | d                                                   | e                                                   | f                                                   | g                                                   | h                                                   |   |
| - | --------------------------------------------------- | --------------------------------------------------- | --------------------------------------------------- | --------------------------------------------------- | --------------------------------------------------- | --------------------------------------------------- | --------------------------------------------------- | --------------------------------------------------- | - |
| 8 | c7 чёрный слон · f7 чёрный король · g4 белый король | c7 чёрный слон · f7 чёрный король · g4 белый король | c7 чёрный слон · f7 чёрный король · g4 белый король | c7 чёрный слон · f7 чёрный король · g4 белый король | c7 чёрный слон · f7 чёрный король · g4 белый король | c7 чёрный слон · f7 чёрный король · g4 белый король | c7 чёрный слон · f7 чёрный король · g4 белый король | c7 чёрный слон · f7 чёрный король · g4 белый король | 8 |
| 7 | c7 чёрный слон · f7 чёрный король · g4 белый король | c7 чёрный слон · f7 чёрный король · g4 белый король | c7 чёрный слон · f7 чёрный король · g4 белый король | c7 чёрный слон · f7 чёрный король · g4 белый король | c7 чёрный слон · f7 чёрный король · g4 белый король | c7 чёрный слон · f7 чёрный король · g4 белый король | c7 чёрный слон · f7 чёрный король · g4 белый король | c7 чёрный слон · f7 чёрный король · g4 белый король | 7 |
| 6 | c7 чёрный слон · f7 чёрный король · g4 белый король | c7 чёрный слон · f7 чёрный король · g4 белый король | c7 чёрный слон · f7 чёрный король · g4 белый король | c7 чёрный слон · f7 чёрный король · g4 белый король | c7 чёрный слон · f7 чёрный король · g4 белый король | c7 чёрный слон · f7 чёрный король · g4 белый король | c7 чёрный слон · f7 чёрный король · g4 белый король | c7 чёрный слон · f7 чёрный король · g4 белый король | 6 |
| 5 | c7 чёрный слон · f7 чёрный король · g4 белый король | c7 чёрный слон · f7 чёрный король · g4 белый король | c7 чёрный слон · f7 чёрный король · g4 белый король | c7 чёрный слон · f7 чёрный король · g4 белый король | c7 чёрный слон · f7 чёрный король · g4 белый король | c7 чёрный слон · f7 чёрный король · g4 белый король | c7 чёрный слон · f7 чёрный король · g4 белый король | c7 чёрный слон · f7 чёрный король · g4 белый король | 5 |
| 4 | c7 чёрный слон · f7 чёрный король · g4 белый король | c7 чёрный слон · f7 чёрный король · g4 белый король | c7 чёрный слон · f7 чёрный король · g4 белый король | c7 чёрный слон · f7 чёрный король · g4 белый король | c7 чёрный слон · f7 чёрный король · g4 белый король | c7 чёрный слон · f7 чёрный король · g4 белый король | c7 чёрный слон · f7 чёрный король · g4 белый король | c7 чёрный слон · f7 чёрный король · g4 белый король | 4 |
| 3 | c7 чёрный слон · f7 чёрный король · g4 белый король | c7 чёрный слон · f7 чёрный король · g4 белый король | c7 чёрный слон · f7 чёрный король · g4 белый король | c7 чёрный слон · f7 чёрный король · g4 белый король | c7 чёрный слон · f7 чёрный король · g4 белый король | c7 чёрный слон · f7 чёрный король · g4 белый король | c7 чёрный слон · f7 чёрный король · g4 белый король | c7 чёрный слон · f7 чёрный король · g4 белый король | 3 |
| 2 | c7 чёрный слон · f7 чёрный король · g4 белый король | c7 чёрный слон · f7 чёрный король · g4 белый король | c7 чёрный слон · f7 чёрный король · g4 белый король | c7 чёрный слон · f7 чёрный король · g4 белый король | c7 чёрный слон · f7 чёрный король · g4 белый король | c7 чёрный слон · f7 чёрный король · g4 белый король | c7 чёрный слон · f7 чёрный король · g4 белый король | c7 чёрный слон · f7 чёрный король · g4 белый король | 2 |
| 1 | c7 чёрный слон · f7 чёрный король · g4 белый король | c7 чёрный слон · f7 чёрный король · g4 белый король | c7 чёрный слон · f7 чёрный король · g4 белый король | c7 чёрный слон · f7 чёрный король · g4 белый король | c7 чёрный слон · f7 чёрный король · g4 белый король | c7 чёрный слон · f7 чёрный король · g4 белый король | c7 чёрный слон · f7 чёрный король · g4 белый король | c7 чёрный слон · f7 чёрный король · g4 белый король | 1 |
|   | a                                                   | b                                                   | c                                                   | d                                                   | e                                                   | f                                                   | g                                                   | h                                                   |   |

|   | a | b | c | d | e | f | g | h |   |
| - | --- | --- | --- | --- | --- | --- | --- | --- | - |
| 8 | d6 чёрный король · f6 чёрная пешка · h6 чёрная пешка · c5 чёрная пешка · e5 чёрная пешка · f5 белая пешка · g5 чёрная пешка · h5 белая пешка · b4 чёрная пешка · c4 белая пешка · e4 белая пешка · g4 белая пешка · a3 чёрная пешка · b3 белая пешка · d3 белый слон · a2 белая пешка · e2 белый король | d6 чёрный король · f6 чёрная пешка · h6 чёрная пешка · c5 чёрная пешка · e5 чёрная пешка · f5 белая пешка · g5 чёрная пешка · h5 белая пешка · b4 чёрная пешка · c4 белая пешка · e4 белая пешка · g4 белая пешка · a3 чёрная пешка · b3 белая пешка · d3 белый слон · a2 белая пешка · e2 белый король | d6 чёрный король · f6 чёрная пешка · h6 чёрная пешка · c5 чёрная пешка · e5 чёрная пешка · f5 белая пешка · g5 чёрная пешка · h5 белая пешка · b4 чёрная пешка · c4 белая пешка · e4 белая пешка · g4 белая пешка · a3 чёрная пешка · b3 белая пешка · d3 белый слон · a2 белая пешка · e2 белый король | d6 чёрный король · f6 чёрная пешка · h6 чёрная пешка · c5 чёрная пешка · e5 чёрная пешка · f5 белая пешка · g5 чёрная пешка · h5 белая пешка · b4 чёрная пешка · c4 белая пешка · e4 белая пешка · g4 белая пешка · a3 чёрная пешка · b3 белая пешка · d3 белый слон · a2 белая пешка · e2 белый король | d6 чёрный король · f6 чёрная пешка · h6 чёрная пешка · c5 чёрная пешка · e5 чёрная пешка · f5 белая пешка · g5 чёрная пешка · h5 белая пешка · b4 чёрная пешка · c4 белая пешка · e4 белая пешка · g4 белая пешка · a3 чёрная пешка · b3 белая пешка · d3 белый слон · a2 белая пешка · e2 белый король | d6 чёрный король · f6 чёрная пешка · h6 чёрная пешка · c5 чёрная пешка · e5 чёрная пешка · f5 белая пешка · g5 чёрная пешка · h5 белая пешка · b4 чёрная пешка · c4 белая пешка · e4 белая пешка · g4 белая пешка · a3 чёрная пешка · b3 белая пешка · d3 белый слон · a2 белая пешка · e2 белый король | d6 чёрный король · f6 чёрная пешка · h6 чёрная пешка · c5 чёрная пешка · e5 чёрная пешка · f5 белая пешка · g5 чёрная пешка · h5 белая пешка · b4 чёрная пешка · c4 белая пешка · e4 белая пешка · g4 белая пешка · a3 чёрная пешка · b3 белая пешка · d3 белый слон · a2 белая пешка · e2 белый король | d6 чёрный король · f6 чёрная пешка · h6 чёрная пешка · c5 чёрная пешка · e5 чёрная пешка · f5 белая пешка · g5 чёрная пешка · h5 белая пешка · b4 чёрная пешка · c4 белая пешка · e4 белая пешка · g4 белая пешка · a3 чёрная пешка · b3 белая пешка · d3 белый слон · a2 белая пешка · e2 белый король | 8 |
| 7 | d6 чёрный король · f6 чёрная пешка · h6 чёрная пешка · c5 чёрная пешка · e5 чёрная пешка · f5 белая пешка · g5 чёрная пешка · h5 белая пешка · b4 чёрная пешка · c4 белая пешка · e4 белая пешка · g4 белая пешка · a3 чёрная пешка · b3 белая пешка · d3 белый слон · a2 белая пешка · e2 белый король | d6 чёрный король · f6 чёрная пешка · h6 чёрная пешка · c5 чёрная пешка · e5 чёрная пешка · f5 белая пешка · g5 чёрная пешка · h5 белая пешка · b4 чёрная пешка · c4 белая пешка · e4 белая пешка · g4 белая пешка · a3 чёрная пешка · b3 белая пешка · d3 белый слон · a2 белая пешка · e2 белый король | d6 чёрный король · f6 чёрная пешка · h6 чёрная пешка · c5 чёрная пешка · e5 чёрная пешка · f5 белая пешка · g5 чёрная пешка · h5 белая пешка · b4 чёрная пешка · c4 белая пешка · e4 белая пешка · g4 белая пешка · a3 чёрная пешка · b3 белая пешка · d3 белый слон · a2 белая пешка · e2 белый король | d6 чёрный король · f6 чёрная пешка · h6 чёрная пешка · c5 чёрная пешка · e5 чёрная пешка · f5 белая пешка · g5 чёрная пешка · h5 белая пешка · b4 чёрная пешка · c4 белая пешка · e4 белая пешка · g4 белая пешка · a3 чёрная пешка · b3 белая пешка · d3 белый слон · a2 белая пешка · e2 белый король | d6 чёрный король · f6 чёрная пешка · h6 чёрная пешка · c5 чёрная пешка · e5 чёрная пешка · f5 белая пешка · g5 чёрная пешка · h5 белая пешка · b4 чёрная пешка · c4 белая пешка · e4 белая пешка · g4 белая пешка · a3 чёрная пешка · b3 белая пешка · d3 белый слон · a2 белая пешка · e2 белый король | d6 чёрный король · f6 чёрная пешка · h6 чёрная пешка · c5 чёрная пешка · e5 чёрная пешка · f5 белая пешка · g5 чёрная пешка · h5 белая пешка · b4 чёрная пешка · c4 белая пешка · e4 белая пешка · g4 белая пешка · a3 чёрная пешка · b3 белая пешка · d3 белый слон · a2 белая пешка · e2 белый король | d6 чёрный король · f6 чёрная пешка · h6 чёрная пешка · c5 чёрная пешка · e5 чёрная пешка · f5 белая пешка · g5 чёрная пешка · h5 белая пешка · b4 чёрная пешка · c4 белая пешка · e4 белая пешка · g4 белая пешка · a3 чёрная пешка · b3 белая пешка · d3 белый слон · a2 белая пешка · e2 белый король | d6 чёрный король · f6 чёрная пешка · h6 чёрная пешка · c5 чёрная пешка · e5 чёрная пешка · f5 белая пешка · g5 чёрная пешка · h5 белая пешка · b4 чёрная пешка · c4 белая пешка · e4 белая пешка · g4 белая пешка · a3 чёрная пешка · b3 белая пешка · d3 белый слон · a2 белая пешка · e2 белый король | 7 |
| 6 | d6 чёрный король · f6 чёрная пешка · h6 чёрная пешка · c5 чёрная пешка · e5 чёрная пешка · f5 белая пешка · g5 чёрная пешка · h5 белая пешка · b4 чёрная пешка · c4 белая пешка · e4 белая пешка · g4 белая пешка · a3 чёрная пешка · b3 белая пешка · d3 белый слон · a2 белая пешка · e2 белый король | d6 чёрный король · f6 чёрная пешка · h6 чёрная пешка · c5 чёрная пешка · e5 чёрная пешка · f5 белая пешка · g5 чёрная пешка · h5 белая пешка · b4 чёрная пешка · c4 белая пешка · e4 белая пешка · g4 белая пешка · a3 чёрная пешка · b3 белая пешка · d3 белый слон · a2 белая пешка · e2 белый король | d6 чёрный король · f6 чёрная пешка · h6 чёрная пешка · c5 чёрная пешка · e5 чёрная пешка · f5 белая пешка · g5 чёрная пешка · h5 белая пешка · b4 чёрная пешка · c4 белая пешка · e4 белая пешка · g4 белая пешка · a3 чёрная пешка · b3 белая пешка · d3 белый слон · a2 белая пешка · e2 белый король | d6 чёрный король · f6 чёрная пешка · h6 чёрная пешка · c5 чёрная пешка · e5 чёрная пешка · f5 белая пешка · g5 чёрная пешка · h5 белая пешка · b4 чёрная пешка · c4 белая пешка · e4 белая пешка · g4 белая пешка · a3 чёрная пешка · b3 белая пешка · d3 белый слон · a2 белая пешка · e2 белый король | d6 чёрный король · f6 чёрная пешка · h6 чёрная пешка · c5 чёрная пешка · e5 чёрная пешка · f5 белая пешка · g5 чёрная пешка · h5 белая пешка · b4 чёрная пешка · c4 белая пешка · e4 белая пешка · g4 белая пешка · a3 чёрная пешка · b3 белая пешка · d3 белый слон · a2 белая пешка · e2 белый король | d6 чёрный король · f6 чёрная пешка · h6 чёрная пешка · c5 чёрная пешка · e5 чёрная пешка · f5 белая пешка · g5 чёрная пешка · h5 белая пешка · b4 чёрная пешка · c4 белая пешка · e4 белая пешка · g4 белая пешка · a3 чёрная пешка · b3 белая пешка · d3 белый слон · a2 белая пешка · e2 белый король | d6 чёрный король · f6 чёрная пешка · h6 чёрная пешка · c5 чёрная пешка · e5 чёрная пешка · f5 белая пешка · g5 чёрная пешка · h5 белая пешка · b4 чёрная пешка · c4 белая пешка · e4 белая пешка · g4 белая пешка · a3 чёрная пешка · b3 белая пешка · d3 белый слон · a2 белая пешка · e2 белый король | d6 чёрный король · f6 чёрная пешка · h6 чёрная пешка · c5 чёрная пешка · e5 чёрная пешка · f5 белая пешка · g5 чёрная пешка · h5 белая пешка · b4 чёрная пешка · c4 белая пешка · e4 белая пешка · g4 белая пешка · a3 чёрная пешка · b3 белая пешка · d3 белый слон · a2 белая пешка · e2 белый король | 6 |
| 5 | d6 чёрный король · f6 чёрная пешка · h6 чёрная пешка · c5 чёрная пешка · e5 чёрная пешка · f5 белая пешка · g5 чёрная пешка · h5 белая пешка · b4 чёрная пешка · c4 белая пешка · e4 белая пешка · g4 белая пешка · a3 чёрная пешка · b3 белая пешка · d3 белый слон · a2 белая пешка · e2 белый король | d6 чёрный король · f6 чёрная пешка · h6 чёрная пешка · c5 чёрная пешка · e5 чёрная пешка · f5 белая пешка · g5 чёрная пешка · h5 белая пешка · b4 чёрная пешка · c4 белая пешка · e4 белая пешка · g4 белая пешка · a3 чёрная пешка · b3 белая пешка · d3 белый слон · a2 белая пешка · e2 белый король | d6 чёрный король · f6 чёрная пешка · h6 чёрная пешка · c5 чёрная пешка · e5 чёрная пешка · f5 белая пешка · g5 чёрная пешка · h5 белая пешка · b4 чёрная пешка · c4 белая пешка · e4 белая пешка · g4 белая пешка · a3 чёрная пешка · b3 белая пешка · d3 белый слон · a2 белая пешка · e2 белый король | d6 чёрный король · f6 чёрная пешка · h6 чёрная пешка · c5 чёрная пешка · e5 чёрная пешка · f5 белая пешка · g5 чёрная пешка · h5 белая пешка · b4 чёрная пешка · c4 белая пешка · e4 белая пешка · g4 белая пешка · a3 чёрная пешка · b3 белая пешка · d3 белый слон · a2 белая пешка · e2 белый король | d6 чёрный король · f6 чёрная пешка · h6 чёрная пешка · c5 чёрная пешка · e5 чёрная пешка · f5 белая пешка · g5 чёрная пешка · h5 белая пешка · b4 чёрная пешка · c4 белая пешка · e4 белая пешка · g4 белая пешка · a3 чёрная пешка · b3 белая пешка · d3 белый слон · a2 белая пешка · e2 белый король | d6 чёрный король · f6 чёрная пешка · h6 чёрная пешка · c5 чёрная пешка · e5 чёрная пешка · f5 белая пешка · g5 чёрная пешка · h5 белая пешка · b4 чёрная пешка · c4 белая пешка · e4 белая пешка · g4 белая пешка · a3 чёрная пешка · b3 белая пешка · d3 белый слон · a2 белая пешка · e2 белый король | d6 чёрный король · f6 чёрная пешка · h6 чёрная пешка · c5 чёрная пешка · e5 чёрная пешка · f5 белая пешка · g5 чёрная пешка · h5 белая пешка · b4 чёрная пешка · c4 белая пешка · e4 белая пешка · g4 белая пешка · a3 чёрная пешка · b3 белая пешка · d3 белый слон · a2 белая пешка · e2 белый король | d6 чёрный король · f6 чёрная пешка · h6 чёрная пешка · c5 чёрная пешка · e5 чёрная пешка · f5 белая пешка · g5 чёрная пешка · h5 белая пешка · b4 чёрная пешка · c4 белая пешка · e4 белая пешка · g4 белая пешка · a3 чёрная пешка · b3 белая пешка · d3 белый слон · a2 белая пешка · e2 белый король | 5 |
| 4 | d6 чёрный король · f6 чёрная пешка · h6 чёрная пешка · c5 чёрная пешка · e5 чёрная пешка · f5 белая пешка · g5 чёрная пешка · h5 белая пешка · b4 чёрная пешка · c4 белая пешка · e4 белая пешка · g4 белая пешка · a3 чёрная пешка · b3 белая пешка · d3 белый слон · a2 белая пешка · e2 белый король | d6 чёрный король · f6 чёрная пешка · h6 чёрная пешка · c5 чёрная пешка · e5 чёрная пешка · f5 белая пешка · g5 чёрная пешка · h5 белая пешка · b4 чёрная пешка · c4 белая пешка · e4 белая пешка · g4 белая пешка · a3 чёрная пешка · b3 белая пешка · d3 белый слон · a2 белая пешка · e2 белый король | d6 чёрный король · f6 чёрная пешка · h6 чёрная пешка · c5 чёрная пешка · e5 чёрная пешка · f5 белая пешка · g5 чёрная пешка · h5 белая пешка · b4 чёрная пешка · c4 белая пешка · e4 белая пешка · g4 белая пешка · a3 чёрная пешка · b3 белая пешка · d3 белый слон · a2 белая пешка · e2 белый король | d6 чёрный король · f6 чёрная пешка · h6 чёрная пешка · c5 чёрная пешка · e5 чёрная пешка · f5 белая пешка · g5 чёрная пешка · h5 белая пешка · b4 чёрная пешка · c4 белая пешка · e4 белая пешка · g4 белая пешка · a3 чёрная пешка · b3 белая пешка · d3 белый слон · a2 белая пешка · e2 белый король | d6 чёрный король · f6 чёрная пешка · h6 чёрная пешка · c5 чёрная пешка · e5 чёрная пешка · f5 белая пешка · g5 чёрная пешка · h5 белая пешка · b4 чёрная пешка · c4 белая пешка · e4 белая пешка · g4 белая пешка · a3 чёрная пешка · b3 белая пешка · d3 белый слон · a2 белая пешка · e2 белый король | d6 чёрный король · f6 чёрная пешка · h6 чёрная пешка · c5 чёрная пешка · e5 чёрная пешка · f5 белая пешка · g5 чёрная пешка · h5 белая пешка · b4 чёрная пешка · c4 белая пешка · e4 белая пешка · g4 белая пешка · a3 чёрная пешка · b3 белая пешка · d3 белый слон · a2 белая пешка · e2 белый король | d6 чёрный король · f6 чёрная пешка · h6 чёрная пешка · c5 чёрная пешка · e5 чёрная пешка · f5 белая пешка · g5 чёрная пешка · h5 белая пешка · b4 чёрная пешка · c4 белая пешка · e4 белая пешка · g4 белая пешка · a3 чёрная пешка · b3 белая пешка · d3 белый слон · a2 белая пешка · e2 белый король | d6 чёрный король · f6 чёрная пешка · h6 чёрная пешка · c5 чёрная пешка · e5 чёрная пешка · f5 белая пешка · g5 чёрная пешка · h5 белая пешка · b4 чёрная пешка · c4 белая пешка · e4 белая пешка · g4 белая пешка · a3 чёрная пешка · b3 белая пешка · d3 белый слон · a2 белая пешка · e2 белый король | 4 |
| 3 | d6 чёрный король · f6 чёрная пешка · h6 чёрная пешка · c5 чёрная пешка · e5 чёрная пешка · f5 белая пешка · g5 чёрная пешка · h5 белая пешка · b4 чёрная пешка · c4 белая пешка · e4 белая пешка · g4 белая пешка · a3 чёрная пешка · b3 белая пешка · d3 белый слон · a2 белая пешка · e2 белый король | d6 чёрный король · f6 чёрная пешка · h6 чёрная пешка · c5 чёрная пешка · e5 чёрная пешка · f5 белая пешка · g5 чёрная пешка · h5 белая пешка · b4 чёрная пешка · c4 белая пешка · e4 белая пешка · g4 белая пешка · a3 чёрная пешка · b3 белая пешка · d3 белый слон · a2 белая пешка · e2 белый король | d6 чёрный король · f6 чёрная пешка · h6 чёрная пешка · c5 чёрная пешка · e5 чёрная пешка · f5 белая пешка · g5 чёрная пешка · h5 белая пешка · b4 чёрная пешка · c4 белая пешка · e4 белая пешка · g4 белая пешка · a3 чёрная пешка · b3 белая пешка · d3 белый слон · a2 белая пешка · e2 белый король | d6 чёрный король · f6 чёрная пешка · h6 чёрная пешка · c5 чёрная пешка · e5 чёрная пешка · f5 белая пешка · g5 чёрная пешка · h5 белая пешка · b4 чёрная пешка · c4 белая пешка · e4 белая пешка · g4 белая пешка · a3 чёрная пешка · b3 белая пешка · d3 белый слон · a2 белая пешка · e2 белый король | d6 чёрный король · f6 чёрная пешка · h6 чёрная пешка · c5 чёрная пешка · e5 чёрная пешка · f5 белая пешка · g5 чёрная пешка · h5 белая пешка · b4 чёрная пешка · c4 белая пешка · e4 белая пешка · g4 белая пешка · a3 чёрная пешка · b3 белая пешка · d3 белый слон · a2 белая пешка · e2 белый король | d6 чёрный король · f6 чёрная пешка · h6 чёрная пешка · c5 чёрная пешка · e5 чёрная пешка · f5 белая пешка · g5 чёрная пешка · h5 белая пешка · b4 чёрная пешка · c4 белая пешка · e4 белая пешка · g4 белая пешка · a3 чёрная пешка · b3 белая пешка · d3 белый слон · a2 белая пешка · e2 белый король | d6 чёрный король · f6 чёрная пешка · h6 чёрная пешка · c5 чёрная пешка · e5 чёрная пешка · f5 белая пешка · g5 чёрная пешка · h5 белая пешка · b4 чёрная пешка · c4 белая пешка · e4 белая пешка · g4 белая пешка · a3 чёрная пешка · b3 белая пешка · d3 белый слон · a2 белая пешка · e2 белый король | d6 чёрный король · f6 чёрная пешка · h6 чёрная пешка · c5 чёрная пешка · e5 чёрная пешка · f5 белая пешка · g5 чёрная пешка · h5 белая пешка · b4 чёрная пешка · c4 белая пешка · e4 белая пешка · g4 белая пешка · a3 чёрная пешка · b3 белая пешка · d3 белый слон · a2 белая пешка · e2 белый король | 3 |
| 2 | d6 чёрный король · f6 чёрная пешка · h6 чёрная пешка · c5 чёрная пешка · e5 чёрная пешка · f5 белая пешка · g5 чёрная пешка · h5 белая пешка · b4 чёрная пешка · c4 белая пешка · e4 белая пешка · g4 белая пешка · a3 чёрная пешка · b3 белая пешка · d3 белый слон · a2 белая пешка · e2 белый король | d6 чёрный король · f6 чёрная пешка · h6 чёрная пешка · c5 чёрная пешка · e5 чёрная пешка · f5 белая пешка · g5 чёрная пешка · h5 белая пешка · b4 чёрная пешка · c4 белая пешка · e4 белая пешка · g4 белая пешка · a3 чёрная пешка · b3 белая пешка · d3 белый слон · a2 белая пешка · e2 белый король | d6 чёрный король · f6 чёрная пешка · h6 чёрная пешка · c5 чёрная пешка · e5 чёрная пешка · f5 белая пешка · g5 чёрная пешка · h5 белая пешка · b4 чёрная пешка · c4 белая пешка · e4 белая пешка · g4 белая пешка · a3 чёрная пешка · b3 белая пешка · d3 белый слон · a2 белая пешка · e2 белый король | d6 чёрный король · f6 чёрная пешка · h6 чёрная пешка · c5 чёрная пешка · e5 чёрная пешка · f5 белая пешка · g5 чёрная пешка · h5 белая пешка · b4 чёрная пешка · c4 белая пешка · e4 белая пешка · g4 белая пешка · a3 чёрная пешка · b3 белая пешка · d3 белый слон · a2 белая пешка · e2 белый король | d6 чёрный король · f6 чёрная пешка · h6 чёрная пешка · c5 чёрная пешка · e5 чёрная пешка · f5 белая пешка · g5 чёрная пешка · h5 белая пешка · b4 чёрная пешка · c4 белая пешка · e4 белая пешка · g4 белая пешка · a3 чёрная пешка · b3 белая пешка · d3 белый слон · a2 белая пешка · e2 белый король | d6 чёрный король · f6 чёрная пешка · h6 чёрная пешка · c5 чёрная пешка · e5 чёрная пешка · f5 белая пешка · g5 чёрная пешка · h5 белая пешка · b4 чёрная пешка · c4 белая пешка · e4 белая пешка · g4 белая пешка · a3 чёрная пешка · b3 белая пешка · d3 белый слон · a2 белая пешка · e2 белый король | d6 чёрный король · f6 чёрная пешка · h6 чёрная пешка · c5 чёрная пешка · e5 чёрная пешка · f5 белая пешка · g5 чёрная пешка · h5 белая пешка · b4 чёрная пешка · c4 белая пешка · e4 белая пешка · g4 белая пешка · a3 чёрная пешка · b3 белая пешка · d3 белый слон · a2 белая пешка · e2 белый король | d6 чёрный король · f6 чёрная пешка · h6 чёрная пешка · c5 чёрная пешка · e5 чёрная пешка · f5 белая пешка · g5 чёрная пешка · h5 белая пешка · b4 чёрная пешка · c4 белая пешка · e4 белая пешка · g4 белая пешка · a3 чёрная пешка · b3 белая пешка · d3 белый слон · a2 белая пешка · e2 белый король | 2 |
| 1 | d6 чёрный король · f6 чёрная пешка · h6 чёрная пешка · c5 чёрная пешка · e5 чёрная пешка · f5 белая пешка · g5 чёрная пешка · h5 белая пешка · b4 чёрная пешка · c4 белая пешка · e4 белая пешка · g4 белая пешка · a3 чёрная пешка · b3 белая пешка · d3 белый слон · a2 белая пешка · e2 белый король | d6 чёрный король · f6 чёрная пешка · h6 чёрная пешка · c5 чёрная пешка · e5 чёрная пешка · f5 белая пешка · g5 чёрная пешка · h5 белая пешка · b4 чёрная пешка · c4 белая пешка · e4 белая пешка · g4 белая пешка · a3 чёрная пешка · b3 белая пешка · d3 белый слон · a2 белая пешка · e2 белый король | d6 чёрный король · f6 чёрная пешка · h6 чёрная пешка · c5 чёрная пешка · e5 чёрная пешка · f5 белая пешка · g5 чёрная пешка · h5 белая пешка · b4 чёрная пешка · c4 белая пешка · e4 белая пешка · g4 белая пешка · a3 чёрная пешка · b3 белая пешка · d3 белый слон · a2 белая пешка · e2 белый король | d6 чёрный король · f6 чёрная пешка · h6 чёрная пешка · c5 чёрная пешка · e5 чёрная пешка · f5 белая пешка · g5 чёрная пешка · h5 белая пешка · b4 чёрная пешка · c4 белая пешка · e4 белая пешка · g4 белая пешка · a3 чёрная пешка · b3 белая пешка · d3 белый слон · a2 белая пешка · e2 белый король | d6 чёрный король · f6 чёрная пешка · h6 чёрная пешка · c5 чёрная пешка · e5 чёрная пешка · f5 белая пешка · g5 чёрная пешка · h5 белая пешка · b4 чёрная пешка · c4 белая пешка · e4 белая пешка · g4 белая пешка · a3 чёрная пешка · b3 белая пешка · d3 белый слон · a2 белая пешка · e2 белый король | d6 чёрный король · f6 чёрная пешка · h6 чёрная пешка · c5 чёрная пешка · e5 чёрная пешка · f5 белая пешка · g5 чёрная пешка · h5 белая пешка · b4 чёрная пешка · c4 белая пешка · e4 белая пешка · g4 белая пешка · a3 чёрная пешка · b3 белая пешка · d3 белый слон · a2 белая пешка · e2 белый король | d6 чёрный король · f6 чёрная пешка · h6 чёрная пешка · c5 чёрная пешка · e5 чёрная пешка · f5 белая пешка · g5 чёрная пешка · h5 белая пешка · b4 чёрная пешка · c4 белая пешка · e4 белая пешка · g4 белая пешка · a3 чёрная пешка · b3 белая пешка · d3 белый слон · a2 белая пешка · e2 белый король | d6 чёрный король · f6 чёрная пешка · h6 чёрная пешка · c5 чёрная пешка · e5 чёрная пешка · f5 белая пешка · g5 чёрная пешка · h5 белая пешка · b4 чёрная пешка · c4 белая пешка · e4 белая пешка · g4 белая пешка · a3 чёрная пешка · b3 белая пешка · d3 белый слон · a2 белая пешка · e2 белый король | 1 |
|   | a | b | c | d | e | f | g | h |   |

|   | a | b | c | d | e | f | g | h |   |
| - | --- | --- | --- | --- | --- | --- | --- | --- | - |
| 8 | g8 чёрная ладья · f7 белая пешка · g6 белая пешка · g5 белый король · c3 чёрная пешка · c2 чёрный король | g8 чёрная ладья · f7 белая пешка · g6 белая пешка · g5 белый король · c3 чёрная пешка · c2 чёрный король | g8 чёрная ладья · f7 белая пешка · g6 белая пешка · g5 белый король · c3 чёрная пешка · c2 чёрный король | g8 чёрная ладья · f7 белая пешка · g6 белая пешка · g5 белый король · c3 чёрная пешка · c2 чёрный король | g8 чёрная ладья · f7 белая пешка · g6 белая пешка · g5 белый король · c3 чёрная пешка · c2 чёрный король | g8 чёрная ладья · f7 белая пешка · g6 белая пешка · g5 белый король · c3 чёрная пешка · c2 чёрный король | g8 чёрная ладья · f7 белая пешка · g6 белая пешка · g5 белый король · c3 чёрная пешка · c2 чёрный король | g8 чёрная ладья · f7 белая пешка · g6 белая пешка · g5 белый король · c3 чёрная пешка · c2 чёрный король | 8 |
| 7 | g8 чёрная ладья · f7 белая пешка · g6 белая пешка · g5 белый король · c3 чёрная пешка · c2 чёрный король | g8 чёрная ладья · f7 белая пешка · g6 белая пешка · g5 белый король · c3 чёрная пешка · c2 чёрный король | g8 чёрная ладья · f7 белая пешка · g6 белая пешка · g5 белый король · c3 чёрная пешка · c2 чёрный король | g8 чёрная ладья · f7 белая пешка · g6 белая пешка · g5 белый король · c3 чёрная пешка · c2 чёрный король | g8 чёрная ладья · f7 белая пешка · g6 белая пешка · g5 белый король · c3 чёрная пешка · c2 чёрный король | g8 чёрная ладья · f7 белая пешка · g6 белая пешка · g5 белый король · c3 чёрная пешка · c2 чёрный король | g8 чёрная ладья · f7 белая пешка · g6 белая пешка · g5 белый король · c3 чёрная пешка · c2 чёрный король | g8 чёрная ладья · f7 белая пешка · g6 белая пешка · g5 белый король · c3 чёрная пешка · c2 чёрный король | 7 |
| 6 | g8 чёрная ладья · f7 белая пешка · g6 белая пешка · g5 белый король · c3 чёрная пешка · c2 чёрный король | g8 чёрная ладья · f7 белая пешка · g6 белая пешка · g5 белый король · c3 чёрная пешка · c2 чёрный король | g8 чёрная ладья · f7 белая пешка · g6 белая пешка · g5 белый король · c3 чёрная пешка · c2 чёрный король | g8 чёрная ладья · f7 белая пешка · g6 белая пешка · g5 белый король · c3 чёрная пешка · c2 чёрный король | g8 чёрная ладья · f7 белая пешка · g6 белая пешка · g5 белый король · c3 чёрная пешка · c2 чёрный король | g8 чёрная ладья · f7 белая пешка · g6 белая пешка · g5 белый король · c3 чёрная пешка · c2 чёрный король | g8 чёрная ладья · f7 белая пешка · g6 белая пешка · g5 белый король · c3 чёрная пешка · c2 чёрный король | g8 чёрная ладья · f7 белая пешка · g6 белая пешка · g5 белый король · c3 чёрная пешка · c2 чёрный король | 6 |
| 5 | g8 чёрная ладья · f7 белая пешка · g6 белая пешка · g5 белый король · c3 чёрная пешка · c2 чёрный король | g8 чёрная ладья · f7 белая пешка · g6 белая пешка · g5 белый король · c3 чёрная пешка · c2 чёрный король | g8 чёрная ладья · f7 белая пешка · g6 белая пешка · g5 белый король · c3 чёрная пешка · c2 чёрный король | g8 чёрная ладья · f7 белая пешка · g6 белая пешка · g5 белый король · c3 чёрная пешка · c2 чёрный король | g8 чёрная ладья · f7 белая пешка · g6 белая пешка · g5 белый король · c3 чёрная пешка · c2 чёрный король | g8 чёрная ладья · f7 белая пешка · g6 белая пешка · g5 белый король · c3 чёрная пешка · c2 чёрный король | g8 чёрная ладья · f7 белая пешка · g6 белая пешка · g5 белый король · c3 чёрная пешка · c2 чёрный король | g8 чёрная ладья · f7 белая пешка · g6 белая пешка · g5 белый король · c3 чёрная пешка · c2 чёрный король | 5 |
| 4 | g8 чёрная ладья · f7 белая пешка · g6 белая пешка · g5 белый король · c3 чёрная пешка · c2 чёрный король | g8 чёрная ладья · f7 белая пешка · g6 белая пешка · g5 белый король · c3 чёрная пешка · c2 чёрный король | g8 чёрная ладья · f7 белая пешка · g6 белая пешка · g5 белый король · c3 чёрная пешка · c2 чёрный король | g8 чёрная ладья · f7 белая пешка · g6 белая пешка · g5 белый король · c3 чёрная пешка · c2 чёрный король | g8 чёрная ладья · f7 белая пешка · g6 белая пешка · g5 белый король · c3 чёрная пешка · c2 чёрный король | g8 чёрная ладья · f7 белая пешка · g6 белая пешка · g5 белый король · c3 чёрная пешка · c2 чёрный король | g8 чёрная ладья · f7 белая пешка · g6 белая пешка · g5 белый король · c3 чёрная пешка · c2 чёрный король | g8 чёрная ладья · f7 белая пешка · g6 белая пешка · g5 белый король · c3 чёрная пешка · c2 чёрный король | 4 |
| 3 | g8 чёрная ладья · f7 белая пешка · g6 белая пешка · g5 белый король · c3 чёрная пешка · c2 чёрный король | g8 чёрная ладья · f7 белая пешка · g6 белая пешка · g5 белый король · c3 чёрная пешка · c2 чёрный король | g8 чёрная ладья · f7 белая пешка · g6 белая пешка · g5 белый король · c3 чёрная пешка · c2 чёрный король | g8 чёрная ладья · f7 белая пешка · g6 белая пешка · g5 белый король · c3 чёрная пешка · c2 чёрный король | g8 чёрная ладья · f7 белая пешка · g6 белая пешка · g5 белый король · c3 чёрная пешка · c2 чёрный король | g8 чёрная ладья · f7 белая пешка · g6 белая пешка · g5 белый король · c3 чёрная пешка · c2 чёрный король | g8 чёрная ладья · f7 белая пешка · g6 белая пешка · g5 белый король · c3 чёрная пешка · c2 чёрный король | g8 чёрная ладья · f7 белая пешка · g6 белая пешка · g5 белый король · c3 чёрная пешка · c2 чёрный король | 3 |
| 2 | g8 чёрная ладья · f7 белая пешка · g6 белая пешка · g5 белый король · c3 чёрная пешка · c2 чёрный король | g8 чёрная ладья · f7 белая пешка · g6 белая пешка · g5 белый король · c3 чёрная пешка · c2 чёрный король | g8 чёрная ладья · f7 белая пешка · g6 белая пешка · g5 белый король · c3 чёрная пешка · c2 чёрный король | g8 чёрная ладья · f7 белая пешка · g6 белая пешка · g5 белый король · c3 чёрная пешка · c2 чёрный король | g8 чёрная ладья · f7 белая пешка · g6 белая пешка · g5 белый король · c3 чёрная пешка · c2 чёрный король | g8 чёрная ладья · f7 белая пешка · g6 белая пешка · g5 белый король · c3 чёрная пешка · c2 чёрный король | g8 чёрная ладья · f7 белая пешка · g6 белая пешка · g5 белый король · c3 чёрная пешка · c2 чёрный король | g8 чёрная ладья · f7 белая пешка · g6 белая пешка · g5 белый король · c3 чёрная пешка · c2 чёрный король | 2 |
| 1 | g8 чёрная ладья · f7 белая пешка · g6 белая пешка · g5 белый король · c3 чёрная пешка · c2 чёрный король | g8 чёрная ладья · f7 белая пешка · g6 белая пешка · g5 белый король · c3 чёрная пешка · c2 чёрный король | g8 чёрная ладья · f7 белая пешка · g6 белая пешка · g5 белый король · c3 чёрная пешка · c2 чёрный король | g8 чёрная ладья · f7 белая пешка · g6 белая пешка · g5 белый король · c3 чёрная пешка · c2 чёрный король | g8 чёрная ладья · f7 белая пешка · g6 белая пешка · g5 белый король · c3 чёрная пешка · c2 чёрный король | g8 чёрная ладья · f7 белая пешка · g6 белая пешка · g5 белый король · c3 чёрная пешка · c2 чёрный король | g8 чёрная ладья · f7 белая пешка · g6 белая пешка · g5 белый король · c3 чёрная пешка · c2 чёрный король | g8 чёрная ладья · f7 белая пешка · g6 белая пешка · g5 белый король · c3 чёрная пешка · c2 чёрный король | 1 |
|   | a | b | c | d | e | f | g | h |   |